# Pino Amenta
Pino Amenta (Roma, 2 aprile 1936 – Roma, 31 marzo 2015) è stato un bassista italiano.
È noto per essere stato per molti anni il bassista del cantante Peppino di Capri, dal suo esordio fino al 1992, accompagnandolo in occasione delle esibizioni dal vivo e in numerose registrazioni discografiche.

## Biografia
Iniziò a Roma a suonare il contrabasso e nel 1957 entrò nella formazione di Peppino di Capri, ancor prima del suo esordio discografico. Nel 1958 con Mario Cenci alla chitarra elettrica, Pino Amenta al contrabbasso, Ettore Falconieri alla batteria e Lello Arzilli al sax contralto (sostituito dopo qualche mese da Gabriele Varano al sax tenore e  clarino), si formò il complesso definitivo  denominato Peppino Di Capri e i suoi Rockers, che diede il titolo anche al primo album del cantante. Pubblicato nello stesso anno, l'album riscosse un immediato successo.
Il musicista accompagnò il cantante anche dopo il cambiamento nella formazione di alcuni musicisti, quando il gruppo venne rinominato nel 1968 ne i New Rockers. Nel 1980 abbandonò momentaneamente l'attività per riprenderla cinque anni dopo tornando ancora una volta con Di Capri, fino al 1992, anno in cui abbandonò definitivamente la carriera di bassista, dopo aver accompagnato per 35 anni il cantante caprese.